# Stara Wieś (Gębarzów)
Stara Wieś – część wsi Gębarzów w Polsce, położona w województwie mazowieckim, w powiecie radomskim, w gminie Skaryszew. 
W latach 1975–1998 Stara Wieś administracyjnie należała do województwa radomskiego.
Wierni Kościoła rzymskokatolickiego należą do parafii Parafia św. Andrzeja Boboli w Bardzicach.